# Grande Prêmio dos Estados Unidos de 1979
Resultados do Grande Prêmio dos Estados Unidos de Fórmula 1 realizado em Watkins Glen em 7 de outubro de 1979. Décima quinta e última etapa do campeonato, foi vencido pelo canadense Gilles Villeneuve, da Ferrari, com René Arnoux em segundo pela Renault e Didier Pironi em terceiro pela Tyrrell-Ford.

## Resumo
Na sexta-feira, choveu forte durante todo o dia e apenas alguns pilotos fizeram uma tentativa séria de marcar tempo. Dos seis que assim agiram, Gilles Villeneuve foi o mais rápido em mais de nove segundos. O dia seguinte começou ensolarado e Alan Jones liderou as parciais de tempo em sua Williams durante toda a sessão e acabou 1,3 segundos mais rápido que o Brabham do brasileiro Nelson Piquet, dono de uma vaga inédita na primeira fila. Jody Scheckter teve problemas com o motor em seu carro de corrida e foi prejudicado pelo tráfego ao usar o bólido sobressalente e acabou em décimo sexto, uma posição à frente de Mario Andretti, campeão da temporada anterior.
Vinte minutos antes da largada os pilotos foram surpreendidos pela chuva e dentre eles somente Nelson Piquet e Mario Andretti não trocaram seus pneus. No momento da largada Piquet ficou para trás enquanto Jody Scheckter saiu pelo lado externo da pista, mas a balbúrdia de carros próximos a ele o empurrou para fora da pista e teve que aguardar a passagem de todo o pelotão antes de regressar à pista enquanto Keke Rosberg rodou e atrás dele Bruno Giacomelli teve a suspensão danificada. Melhor para Gilles Villeneuve cuja liderança durou da primeira à trigésima primeira volta quanto Alan Jones, originalmente o pole position, o ultrapassou, mas para azar do australiano sua corrida terminou após cinco voltas graças a um defeito nas rodas de sua Williams. Favorecido por tal circunstância, Villeneuve reassumiu a ponta e venceu a corrida, aliás o último triunfo de um motor boxer de doze cilindros na história da categoria, assegurou o vice-campeonato mundial de pilotos com 47 pontos e subiu ao pódio junto aos franceses René Arnoux e Didier Pironi, pilotos de Renault e Tyrrell, respectivamente. Graças aos resultados de Watkins Glen, a Ferrari conquistou em 1979 o mundial de pilotos com Jody Scheckter, o vice-campeonato com Gilles Villeneuve e o título de construtores.
Em quarto lugar o italiano Elio de Angelis marcou os primeiros pontos de sua carreira, os quais seriam também os últimos obtidos pela Shadow. A seguir tivemos o quinto lugar de Hans-Joachim Stuck pela ATS, e o sexto lugar de John Watson com a McLaren. Deixaram a Fórmula 1 neste dia os pilotos Hans-Joachim Stuck e Jacky Ickx (substituto de Patrick Depailler na Ligier) e a equipe canadense Wolf.

## Classificação da prova
| Pos | Nº. | Piloto                | Construtor      | Voltas | Tempo/Diferença | Grid | Pontos |
| --- | --- | --------------------- | --------------- | ------ | --------------- | ---- | ------ |
| 1   | 12  | Gilles Villeneuve     | Ferrari         | 59     | 1:52:17.734     | 3    | 9      |
| 2   | 16  | René Arnoux           | Renault         | 59     | + 48.787        | 7    | 6      |
| 3   | 3   | Didier Pironi         | Tyrrell-Ford    | 59     | + 53.199        | 10   | 4      |
| 4   | 18  | Elio de Angelis       | Shadow-Ford     | 59     | + 1:30.512      | 20   | 3      |
| 5   | 9   | Hans-Joachim Stuck    | ATS-Ford        | 59     | + 1:41.259      | 14   | 2      |
| 6   | 7   | John Watson           | McLaren-Ford    | 58     | + 1 volta       | 13   | 1      |
| 7   | 14  | Emerson Fittipaldi    | Fittipaldi-Ford | 54     | + 5 voltas      | 23   |        |
| Ret | 6   | Nelson Piquet         | Brabham-Ford    | 53     | Transmissão     | 2    |        |
| Ret | 33  | Derek Daly            | Tyrrell-Ford    | 52     | Rodou           | 15   |        |
| Ret | 11  | Jody Scheckter        | Ferrari         | 48     | Pneu            | 16   |        |
| Ret | 29  | Riccardo Patrese      | Arrows-Ford     | 44     | Suspensão       | 19   |        |
| Ret | 27  | Alan Jones            | Williams-Ford   | 36     | Roda            | 1    |        |
| Ret | 22  | Marc Surer            | Ensign-Ford     | 32     | Motor           | 21   |        |
| Ret | 28  | Clay Regazzoni        | Williams-Ford   | 29     | Acidente        | 5    |        |
| Ret | 5   | Ricardo Zunino        | Brabham-Ford    | 25     | Rodou           | 9    |        |
| Ret | 15  | Jean-Pierre Jabouille | Renault         | 24     | Motor           | 8    |        |
| Ret | 20  | Keke Rosberg          | Wolf-Ford       | 20     | Acidente        | 12   |        |
| Ret | 8   | Patrick Tambay        | McLaren-Ford    | 20     | Motor           | 22   |        |
| Ret | 4   | Jean-Pierre Jarier    | Tyrrell-Ford    | 18     | Acidente        | 11   |        |
| Ret | 1   | Mario Andretti        | Lotus-Ford      | 16     | Câmbio          | 17   |        |
| Ret | 2   | Carlos Reutemann      | Lotus-Ford      | 6      | Rodou           | 6    |        |
| Ret | 26  | Jacques Laffite       | Ligier-Ford     | 3      | Rodou           | 4    |        |
| Ret | 25  | Jacky Ickx            | Ligier-Ford     | 2      | Rodou           | 24   |        |
| Ret | 35  | Bruno Giacomelli      | Alfa Romeo      | 0      | Rodou           | 18   |        |
| DNQ | 36  | Vittorio Brambilla    | Alfa Romeo      |        |                 |      |        |
| DNQ | 30  | Jochen Mass           | Arrows-Ford     |        |                 |      |        |
| DNQ | 17  | Jan Lammers           | Shadow-Ford     |        |                 |      |        |
| DNQ | 31  | Hector Rebaque        | Rebaque-Ford    |        |                 |      |        |
| DNQ | 19  | Alex Dias Ribeiro     | Fittipaldi-Ford |        |                 |      |        |
| DNQ | 24  | Arturo Merzario       | Merzario-Ford   |        |                 |      |        |

## Tabela do campeonato após a corrida
| Pos.   | Piloto            | Pontos |
| ------ | ----------------- | ------ |
| 1      | Jody Scheckter    | 51     |
| 2      | Gilles Villeneuve | 47     |
| 3      | Alan Jones        | 40     |
| 4      | Jacques Laffite   | 36     |
| 5      | Clay Regazzoni    | 29     |
| Fonte: |                   |        |

| Pos.   | Construtor    | Pontos |
| ------ | ------------- | ------ |
| 1      | Ferrari       | 113    |
| 2      | Williams-Ford | 75     |
| 3      | Ligier-Ford   | 61     |
| 4      | Lotus-Ford    | 39     |
| 5      | Tyrrell-Ford  | 28     |
| Fonte: |               |        |

- Nota: Somente as primeiras cinco posições estão listadas e os campeões da temporada surgem grafados em negrito. As quinze etapas de 1979 foram divididas em um bloco de sete e outro de oito corridas onde cada piloto podia computar quatro resultados válidos em cada, não havendo descartes no mundial de construtores.